# Jan Breburda
Jan Alexander Laszlo Breburda (* 9. Februar 2001) ist ein deutscher Volleyballspieler.

## Karriere
Breburda spielte in seiner Jugend beim TuS Kriftel, mit dem er mehrfach an deutschen Jugendmeisterschaften teilnahm. 2017/18 war der Mittelblocker mit einem Zweitspielrecht auch mit dem Volleyball-Internat Frankfurt in der 2. Bundesliga Süd und in der 3. Liga Süd aktiv. Mit der deutschen Junioren-Nationalmannschaft gewann er 2018 die U18-Europameisterschaft. Von 2019 bis 2021 spielte Breburda beim VC Olympia Berlin in der zweiten und ersten Bundesliga. Danach wechselte er zum Zweitligisten Moerser SC und 2022 zum Ligakonkurrenten Kieler TV. Seit 2023 spielt Breburda in Belgien bei Caruur Volley Gent.